# Framtidsbildarna
Framtidsbildarna hette ursprungligen Samhällsskolan och var den svenska kristdemokratiska rörelsens studieorganisation. 

## Historia
Efter att Kristen Demokratisk Samling bildats 1964 inledde partiet ett samarbete med Blåbandsrörelsens Studieförbund (BSF).. Fyra år senare bestämde sig partiet för att bilda ett eget studieförbund, Samhällsskolan. Organisationen kom dock inte bli ett regelrätt studieförbund då kravet för att bilda en studieorganisation som delar på de statliga anslagen är att de organisationer som redan tar del av dessa bidrag godkänner detta och så blev inte fallet. Resultatet blev istället en studieorganisation som fick verka i samarbete med redan existerande studieförbund. Samhällsskolan kom därför att samarbeta med BSF, precis som partiet tidigare gjort.
BSF gick 1971 upp i den nybildade organisationen Nykterhetsrörelsens bildningsverksamhet (NBV) och samarbetet upphörde. Rörelsens studiecirklar kom istället en tid att administreras direkt genom NBV, KFUM och Sveriges Kyrkliga Studieförbund i juli 1972.
2003 tecknade Framtidsbildarna samverkansavtal med Sensus studieförbund.. Organisationen upphörde 2011 och ersattes under 2012 av ett samverkansavtal mellan partiet och Studieförbundet Vuxenskolan som man samverkar med.